# Dani Wato
Dani Wato is een bestuurslaag in het regentschap Flores Timur van de provincie Oost-Nusa Tenggara, Indonesië. Dani Wato telt 589 inwoners (volkstelling 2010).